# USS Card (CVE-11)

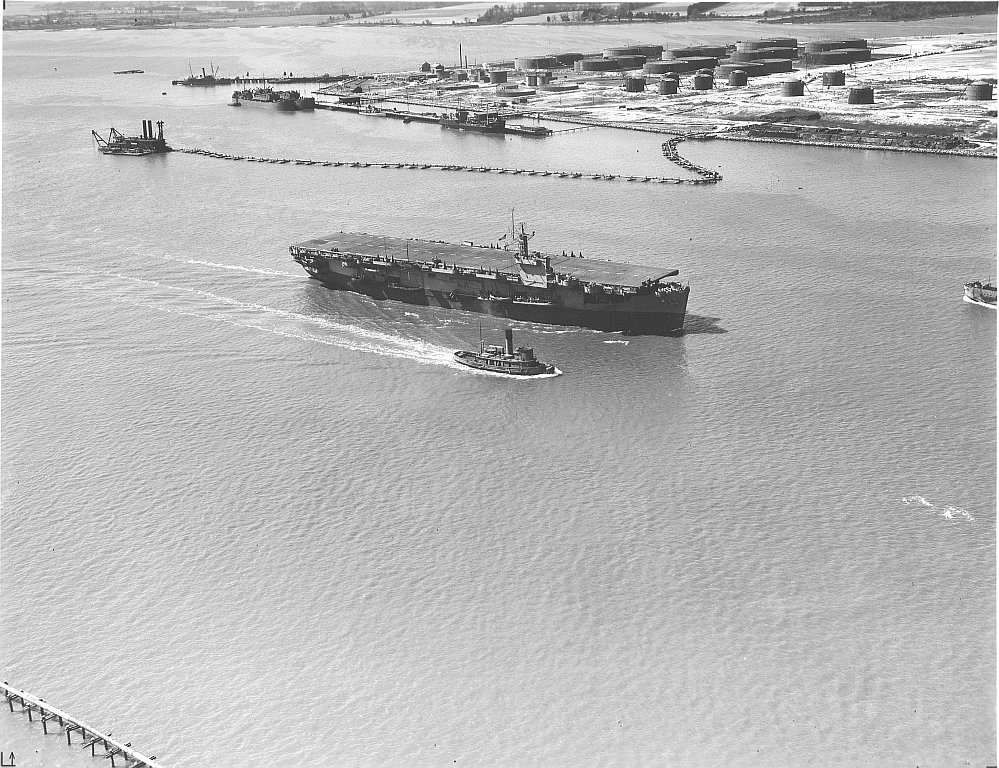
Okręt w marcu 1943

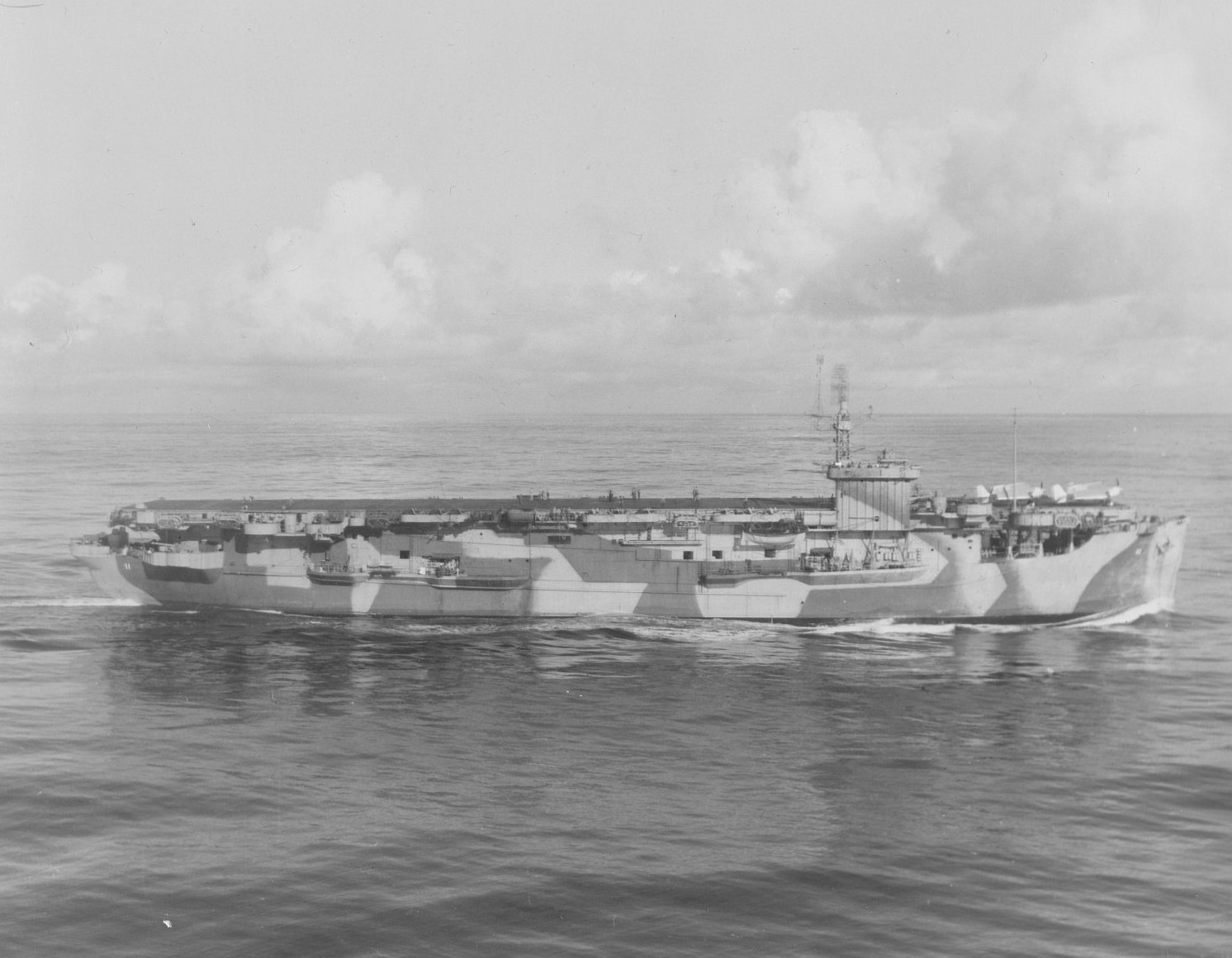
Okręt w 1944

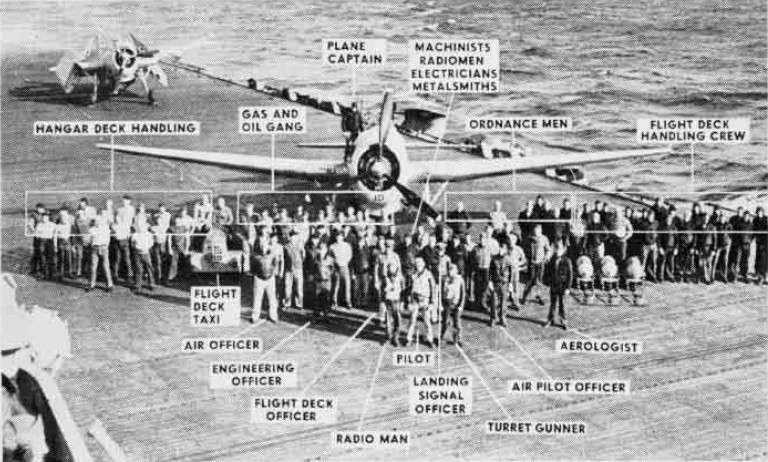
Prezentacja 90 ludzi potrzebnych do wysłania jednego samolotu w powietrze

USS Card (AVG-11/ACV-11/CVE-11/CVHE-11/CVU-11/T-CVU-11/T-AKV-40) – amerykański lotniskowiec eskortowy typu Bogue z okresu II wojny światowej i drugiej połowy XX wieku.
Stępkę okrętu położono 27 października 1941 jako statku towarowego typu C-3. Nabyty został od Maritime Commission w czasie budowy i przerobiony na lotniskowiec eskortowy. Zwodowany jako AVG 11 (hull 178) 27 lutego 1942 w stoczni Seattle-Tacoma Shipbuilding w Tacomie. Przeklasyfikowany na ACV-11 20 sierpnia 1942. Wszedł do służby 8 listopada 1942, pierwszym dowódcą został komandor J. B. Sykes.

## Służba

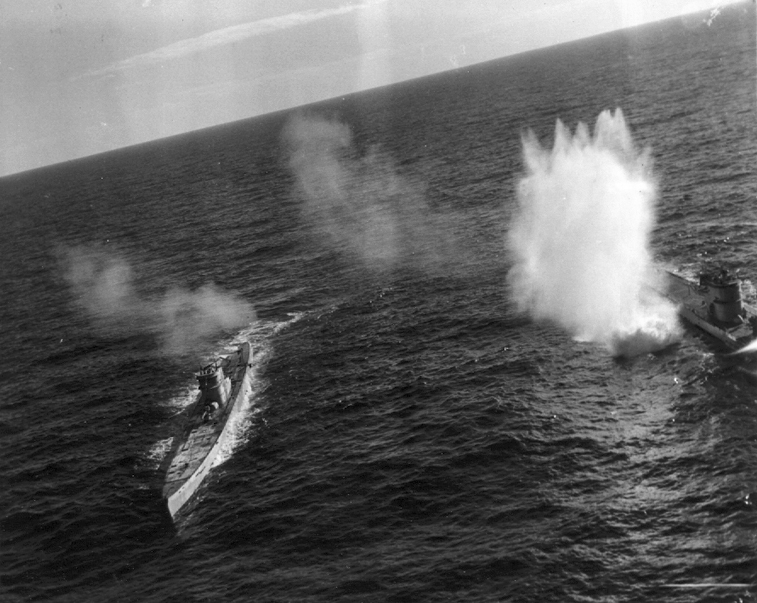
U-66 spotkał się z U-117 w dniu 7 sierpnia 1943 r. w celu uzyskania paliwa, prowiantu i pomocy medycznej. Gdy para okrętów znajdowała się koło siebie, została zaatakowana przez samoloty z USS „Card”. U-117 został zatopiony, a U-66 uciekł.

### II wojna światowa
Po opuszczeniu San Diego 18 stycznia 1943 „Card” zawinął do Hampton Roads 1 lutego w celu odbycia szkolenia w Zatoce Chesapeake. Przewoził samoloty i żołnierzy w ramach inwazji na Afrykę Północną, z Nowego Jorku do Casablanki (14 maja – 1 czerwca) i do Norfolk wrócił 5 lipca. Został przeklasyfikowany na CVE-11 15 lipca 1943. Z Norfolk wypłynął jako okręt flagowy zespołu TG 21.14, jednej z grup polujących (ang. hunter-killer group) na niemieckie okręty podwodne. Pierwszy rejs, trwający od 27 lipca do 10 września 1943, przyniósł duże sukcesy. Jego samoloty pokładowe zatopiły U-117 7 sierpnia na pozycji 39°32′N 38°21′W/39,533333 -38,350000, U-664 9 sierpnia na pozycji 40°12′N 37°29′W/40,200000 -37,483333, U-525 11 sierpnia na pozycji 41°29′N 38°55′W/41,483333 -38,916667 i U-847 27 sierpnia na pozycji 28°19′N 37°58′W/28,316667 -37,966667.
Drugi rejs, trwający od 25 września do 9 listopada, okazał się jeszcze większym sukcesem. 4 października samoloty z lotniskowca znalazły miejsce, gdzie cztery okręty podwodne pobierały paliwo i zatopiły dwa z nich: U-460 na pozycji 43°13′N 28°58′W/43,216667 -28,966667 i U-422 na pozycji 43°18′N 28°58′W/43,300000 -28,966667. Dziewięć dni później ofiarą samolotów stał się U-402 na pozycji 48°56′N 29°41′W/48,933333 -29,683333, kolejną – U-584, zatopiony na pozycji 49°14′N 31°55′W/49,233333 -31,916667. Ostatnią, piątą ofiarą był U-405, który w walce na krótki dystans został staranowany i zatopiony przez niszczyciel USS „Borie” (DD-215), który odniósł jednak tak ciężkie uszkodzenia w walce, że musiał później zostać zatopiony przez inny okręt eskorty. Za swoją służbę od 27 lipca do 25 października „Card” wraz ze swoją grupą został uhonorowany Presidential Unit Citation.
„Card” rozpoczął swój trzeci patrol przeciwpodwodny 24 listopada, kierując się na północny Atlantyk. Wieczorem 23 grudnia grupa lotniskowca wpłynęła na obszar działania wilczego stada. „Card”  miał 12 kontaktów w ciągu 5 godzin. USS „Schenck” (DD-159) zatopił U-645 na pozycji 45°20′N 21°40′W/45,333333 -21,666667; inny okręt eskorty USS „Leary” (DD-158) został zatopiony w kombinowanym ataku trzech okrętów podwodnych na pozycji 45°00′N 22°00′W/45,000000 -22,000000. „Card” odpierał ataki przez całą noc, mając jako eskortę tylko niszczyciel USS „Decatur” (DD-341); w tym czasie „Schenck” ratował ocalałych z „Leary”. Grupa wróciła do Norfolk 2 stycznia 1944.
Od 18 marca do 17 maja „Card” operował jako transportowiec pomiędzy Norfolk a Casablanką, następnie przeszedł przegląd. 4 czerwca popłynął do Quonset Point, by przeprowadzić egzaminy kwalifikacyjne pilotów. Wrócił do Norfolk 21 czerwca, by służyć jako centrum grupy TG 22.10. Zespół opuścił Norfolk 25 czerwca. 5 lipca dwa okręty eskorty – USS „Thomas” (DE-102) i USS „Baker” (DE-190) – zatopiły U-233 na pozycji 42°16′N 59°49′W/42,266667 -59,816667. Trzydziestu rozbitków, w tym ciężko rannego dowódcę U-boota, wzięto na pokład lotniskowca, który wysadził ich następnego dnia w Bostonie.
Następny patrol przeciwpodwodny okręt przeprowadził na Karaibach w dniach 10 lipca – 23 sierpnia. Odbył się on bez szczególnych zdarzeń. 18 września okręt wypłynął jako jednostka flagowa TG 22.2 na patrol w pobliżu Azorów, w tym czasie kooperował z brytyjską Escort Group 9, atakując 12 października okręt podwodny. Po kolejnym patrolu z TG 22.2 (1 grudnia 1944 – 22 stycznia 1945), „Card” wszedł do Philadelphia Naval Shipyard na przegląd trwający do 7 lutego. Następnie transportował samoloty Armii oraz personel Marynarki i Armii do Liverpoolu. Do Norfolk wrócił 12 marca. Od 21 marca do 24 maja lotniskowiec bazował w Quonset Point, prowadząc ćwiczenia pilotów. W dniach 21–24 czerwca przewoził samoloty i ludzi do bazy w Guantanamo Bay, następnie przeszedł przez Kanał Panamski, by dostarczyć sprzęt wojskowy do Pearl Harbor i Guam. Do San Diego wrócił 14 sierpnia 1945. Przydzielony do operacji Magic Carpet, odbył dwa rejsy do Pearl Harbor i jeden na zachodni Pacyfik pomiędzy 21 sierpnia a 16 grudnia 1945, przewożąc członków sił zbrojnych na zachodnie wybrzeże. „Card” opuścił Alamedę w Kalifornii 7 stycznia 1946, kierując się w stronę wschodniego wybrzeża USA. Tam, w Norfolk został wycofany ze służby i przeniesiony do rezerwy 13 maja 1946.
Przeklasyfikowany kolejno na helikopterowy lotniskowiec eskortowy (ang. helicopter escort carrier) CVHE-11 12 czerwca 1945, lotniskowiec wielozadaniowy (ang. utility carrier) CVU-11 1 lipca 1958 i transportowiec lotniczy (ang. aviation transport) AKV-40 7 maja 1959.
Poza Presidential Unit Citation okręt został odznaczony trzema gwiazdami bitewnymi za służbę w czasie II wojny światowej.

### Wojna wietnamska
Okręt został reaktywowany 16 maja 1958 jako USNS „Card” i operował obsadzony cywilną załogą pod kontrolą Military Sea Transportation Service (MSTS) jako transportowiec samolotów.
2 maja 1964, gdy „Card” był zakotwiczony w Sajgonie, północnowietnamscy nurkowie umieścili ładunek wybuchowy, który wybił otwór w kadłubie. „Card” osiadł na głębokości 20 stóp (6,1 m). Został jednak podniesiony z dna 19 maja. Najpierw odholowano go do bazy w Subic Bay, a następnie do bazy w Yokosuce na remont. Wrócił do służby 11 grudnia.
Wycofany ze służby 10 marca 1970, skreślony z listy 15 września i sprzedany na złom w 1971.